# Impressió tèrmica

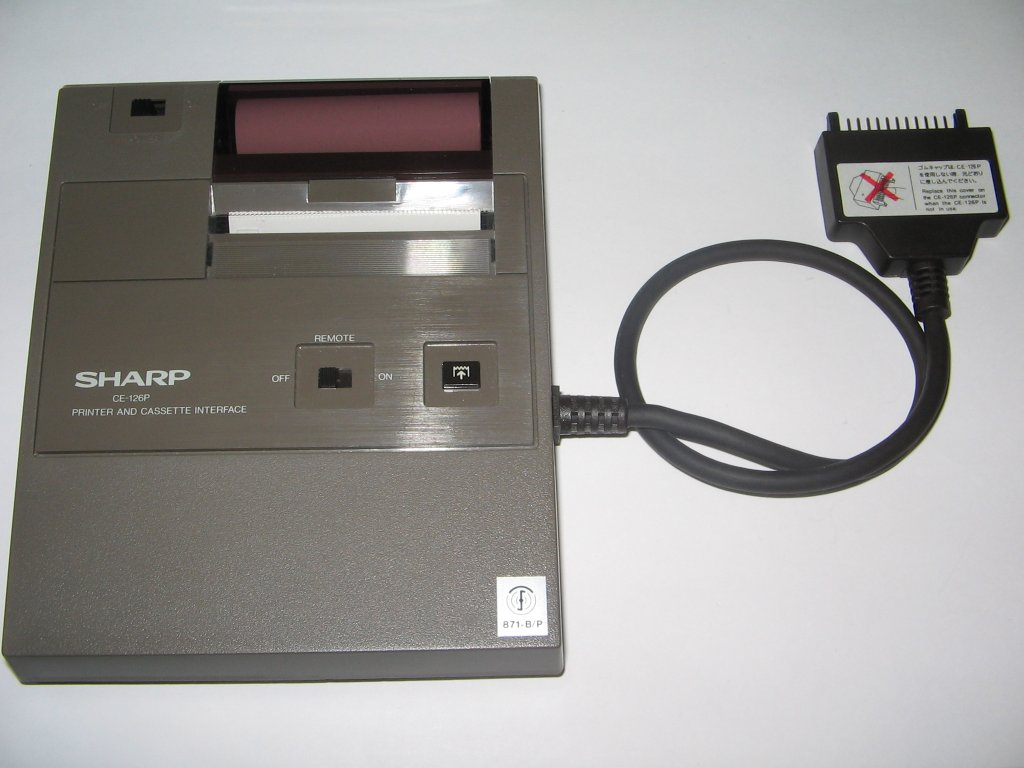
una impressora tèrmica

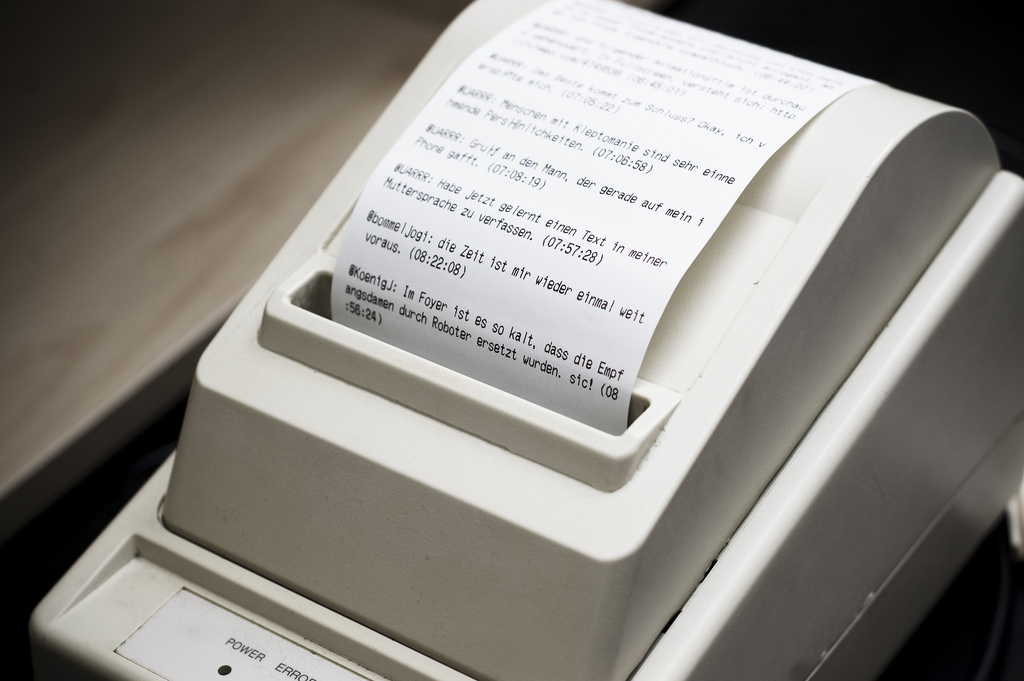
Les factures i els rebuts se solen imprimir en paper tèrmic.

La impressió tèrmica (o impressió tèrmica directa ) és un procés d'impressió digital que produeix una imatge impresa passant paper amb un recobriment termocròmic, comunament conegut com a paper tèrmic, sobre un capçal d'impressió que consta de petits elements escalfats elèctricament. El revestiment es torna negre a les zones on s'escalfa, produint una imatge.
La majoria de les impressores tèrmiques són monocromàtiques (blanc i negre), encara que hi ha alguns dissenys de diversos colors.
La impressió per transferència tèrmica és un mètode diferent, que utilitza paper normal amb una cinta sensible a la calor en lloc de paper sensible a la calor, però utilitza capçals d'impressió similars.

## Disseny

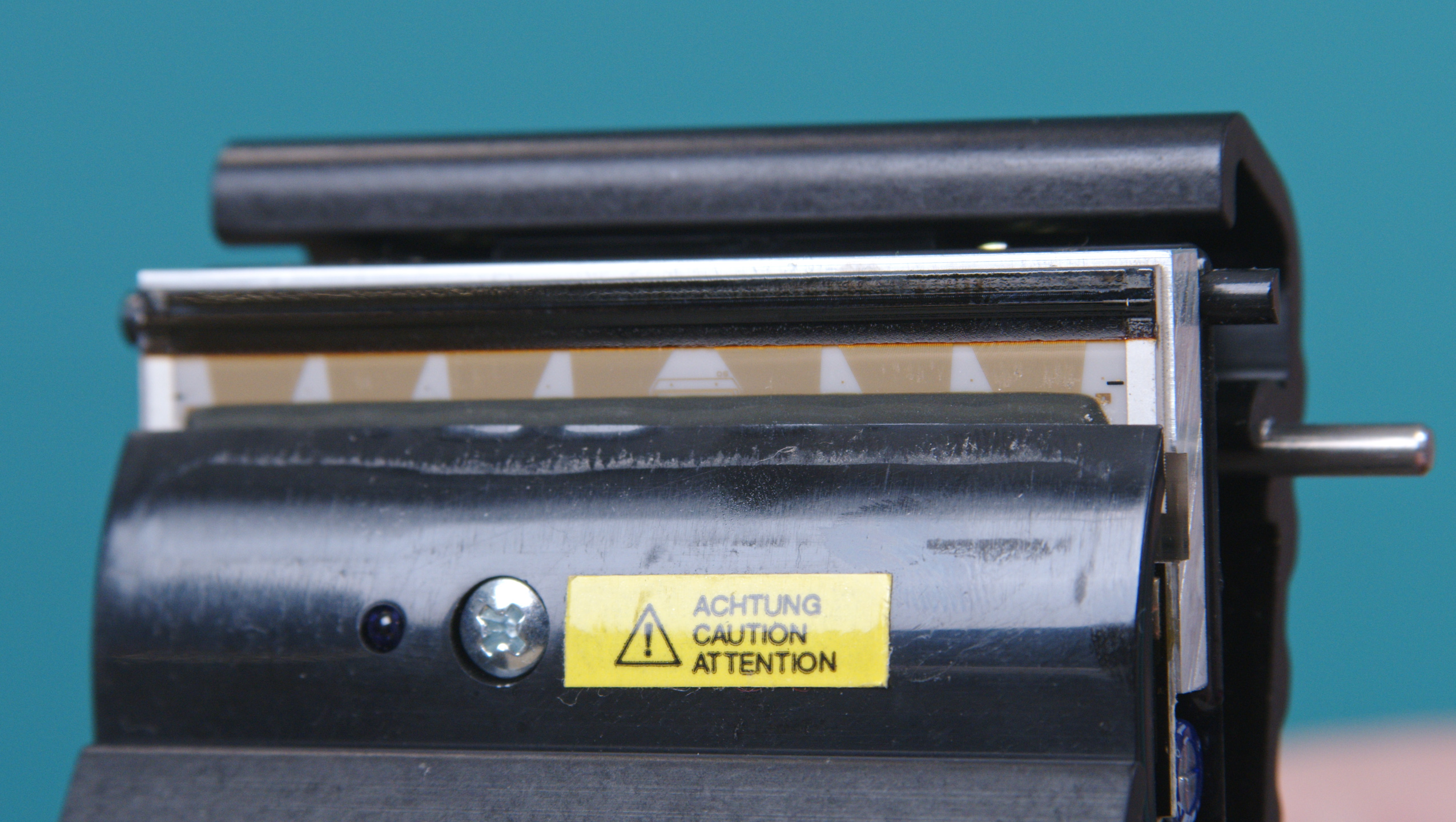
Un capçal d'impressió tèrmica

Una impressora tèrmica normalment conté almenys aquests components:
- Capçal tèrmic : Produeix calor per crear una imatge al paper.
- Platina : Un corró de goma que mou el paper.
- Ressort : Aplica pressió per mantenir junts el paper i el capçal d'impressió.

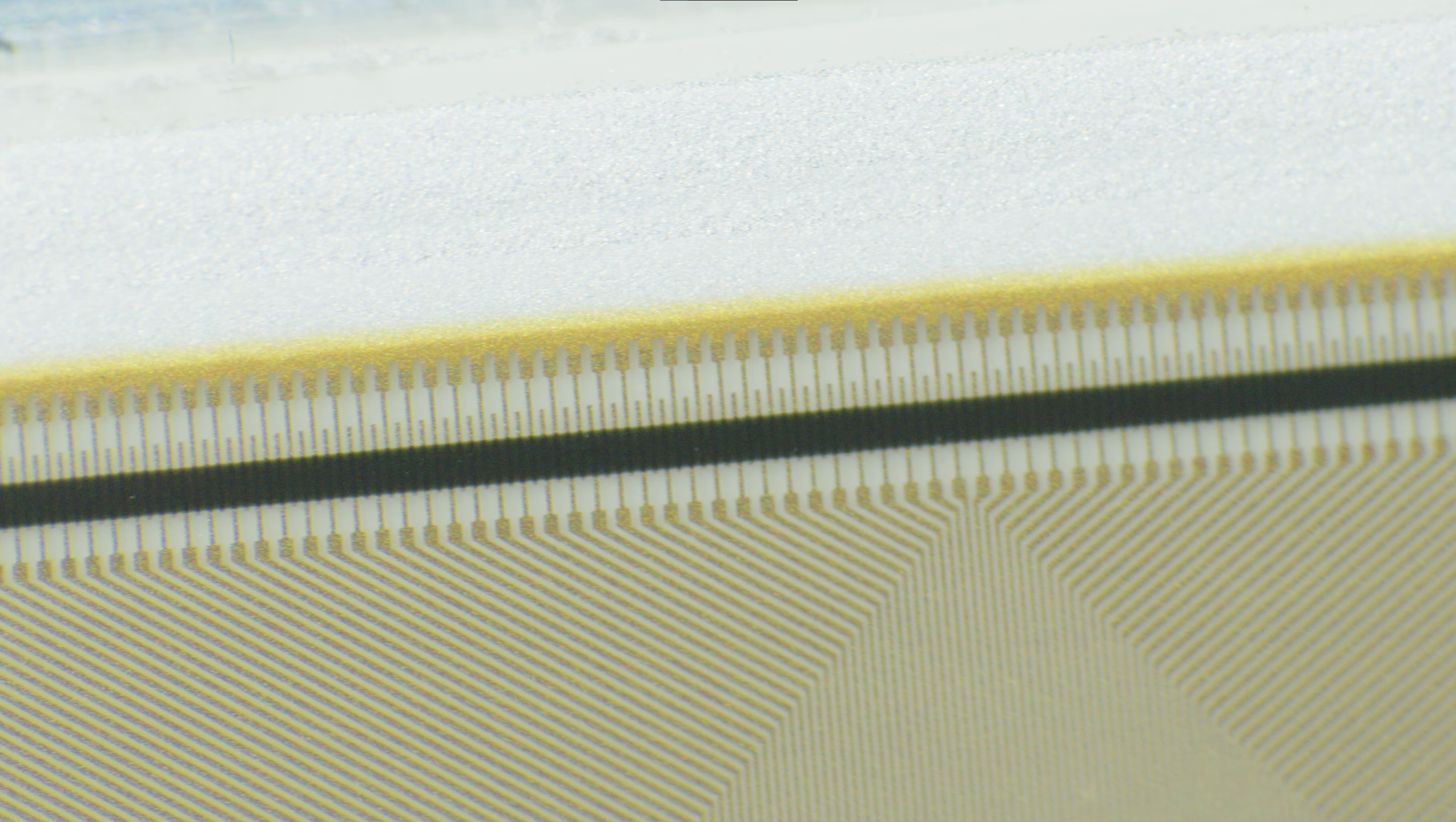
Capçal d'impressió tèrmica amb gran augment

El paper tèrmic s'impregna amb una barreja en estat sòlid d'un tint i una base (matriu) adequada, per exemple, un tint fluorà leuc i un àcid octadecilfosfònic. Quan la matriu s'escalfa per sobre del seu punt de fusió, el tint reacciona amb l'àcid, canvia a la seva forma acolorida i la forma canviada es conserva en un estat metaestable quan la matriu se solidifica prou ràpid, un procés conegut com a termocromisme .
Aquest procés sol ser monocromàtic, però hi ha alguns dissenys de dos colors, que poden imprimir tant en negre com en un color addicional (sovint vermell) aplicant calor a dues temperatures diferents.
Per imprimir, el paper tèrmic s'insereix entre el capçal tèrmic i el corró i es pressiona contra el capçal. La impressora envia un corrent elèctric als elements calefactors del capçal tèrmic. La calor generada activa la capa termocròmica del paper, provocant que adquireixi un color determinat (per exemple, negre).
Els capçals dʻimpressió tèrmica poden tenir una resolució de fins a 1200 punts per polzada (ppp). Els elements calefactors solen estar disposats com una línia de petits punts estretament espaiats.
Les primeres formulacions del recobriment termosensible utilitzat en el paper tèrmic eren sensibles a la calor incidental, l'abrasió, la fricció (que pot causar calor i enfosquir el paper), la llum (que pot esvair les imatges impreses) i l'aigua. Les formulacions de revestiment tèrmic posteriors són molt més estables; a la pràctica, el text imprès tèrmicament hauria de romandre llegible durant almenys 50 dies.

## Aplicacions
Les impressores tèrmiques imprimeixen de manera més silenciosa i normalment més ràpida que les impressores matricials de punts. També són més petits, lleugers i consumeixen menys energia, cosa que els fa ideals per a aplicacions portàtils i minoristes.

### Ús comercial
Les aplicacions comercials de les impressores tèrmiques inclouen bombes d'estacions de servei, quioscs d'informació, sistemes de punts de venda, impressores de cupons en màquines escurabutxaques, impressió sota demanda d'etiquetes per a enviaments i productes, i per gravar tires de ritme en viu a monitors cardíacs d'hospitals

### Models per a microordinadors.
Molts sistemes de microordinadors populars de finals de la dècada de 1970 i principis de la de 1980 tenien impressores tèrmiques pròpies i de postvenda disponibles, com la impressora Atari 822 per a la família Atari de 8 bits, l'Apple Silentype per a Apple II i l'Alphacom 32 per al ZX Spectrum i el ZX81. Sovint utilitzen subministraments de mida inusual (rotlles de 10 cm d'amplada per Alphacom 32, per exemple) i s'utilitzen sovint per fer registres permanents d'informació a l'ordinador (gràfics, llistats de programes, etc.), en lloc de per correspondència.

### Màquines de fax
Durant la dècada del 1990, moltes màquines de fax utilitzaven tecnologia d'impressió tèrmica. No obstant això, cap a principis del segle XXI, la tecnologia d'impressió per transferència tèrmica de cera, làser i injecció de tinta va substituir en gran manera la tecnologia d'impressió tèrmica a les màquines de fax, permetent la impressió en paper normal.

### Exploració del fons marí

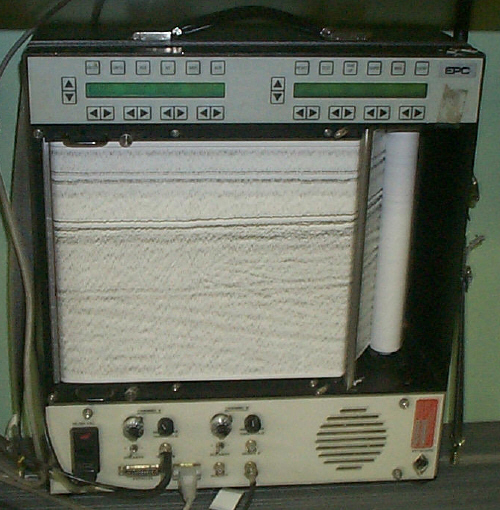
Impressora tèrmica utilitzada a l'exploració del fons marí.

Les impressores tèrmiques s'utilitzen comunament en l'exploració del fons marí i en l'enginyeria geològica degut a la seva portabilitat, velocitat i capacitat per crear bobines o fulles contínues. Normalment, les impressores tèrmiques que es troben en aplicacions marines s'utilitzen per imprimir registres en temps real d'imatges sísmiques del fons marí i del sonar d'escombrada lateral. En el processament de dades, de vegades s'utilitzen impressores tèrmiques per crear ràpidament còpies impreses de registres sísmics o hidrogràfics continus emmagatzemats en format digital SEG I o XTF.

### Altres usos
Les tires de progrés de vol utilitzades al control del trànsit aeri solen utilitzar tecnologia d'impressió tèrmica.
A molts hospitals del Regne Unit, molts dispositius d'ecografia per ultrasò comuns imprimeixen els resultats de l'exploració en paper tèrmic. Això pot causar problemes si els pares volen preservar la imatge laminant-la, ja que la calor de la majoria de laminadores enfosquirà tota la pàgina; això es pot provar per endavant en una impressió tèrmica sense importància. Una opció és fer i laminar un duplicat en tinta permanent de la imatge.
La Game Boy Printer, llançada en 1998, era una petita impressora tèrmica utilitzada per imprimir certs elements d'alguns jocs de Game Boy.

## Preocupacions per la salut
Van començar a sorgir informes d'estudis a la dècada de 2000 que van trobar el químic bisfenol A ("BPA") relacionat amb l'estrogen barrejat amb papers tèrmics (i alguns altres). diverses organitzacions de pressió política orientades a la salut i la ciència, com el Grup de Treball Ambiental, han pressionat perquè aquestes versions es retirin del mercat.